# Body Bags
Body Bags (Brasil: Trilogia Do Terror / Portugal: Vidas Nocturnas)  é um filme americano de 1993, do gênero terror, escrito por Billy Brown e Dan Angel e dirigido por John Carpenter (episódios "O Posto de Gasolina" e "Cabelo"), e Tobe Hooper (episódio "Olho").
Trilogia do Terror é um filme que desperta um interesse diferenciado não tanto pelo conteúdo das histórias dos três episódios apresentados, as quais são boas e bem contadas, apropriada numa produção para a televisão. Mas, o interesse maior e a curiosidade estão principalmente nos nomes dos participantes do projeto, onde dois dos mais conhecidos diretores do cinema de terror, John Carpenter e Tobe Hooper, convidaram outras personalidades marcantes do gênero para fazer parte do filme.

## Sinopse
Apresentado por John Carpenter ("Halloween", "O Enigma De Outro Mundo" e "Fuga de Nova York"), Carpenter interpreta um descontraído médico legista que, em um necrotério, apresenta as histórias com muito humor negro, à maneira do Guardião da Cripta, no quadrinho de terror "Tales from the Crypt" da EC Comics. Aliás, Carpenter assemelha-se ao clássico e ultrajante personagem também fisicamente, num trabalho impressionante do famoso maquiador de efeitos especiais Rick Baker. Trilogia do Terror é um dos filmes mais apavorantes já produzidos pelo consagrado diretor. Em "O Posto de Gasolina" (The Gas Station) estrelado por Robert Carradine e David Naughton, uma jovem estudante de psicologia, Anne (Alex Datcher), vai passar sua primeira noite sozinha apavorada, no novo emprego como atendente de um posto de gasolina. Porém, ela sente-se incomodada após ouvir rumores num noticiário de televisão sobre as ações de um "serial killer" que está agindo nas proximidades. Ela é recebida por Bill (Robert Carradine), um funcionário do posto que lhe orienta as novas tarefas e a deixa em seu lugar. A noite de Anne tem experiências boas, como a visita de Pete (David Naughton), que abastece seu carro durante a madrugada, e também ruins, como a visita inoportuna do assassino em busca de mais vítimas.    
A seguir, é apresentado o episódio "Cabelo" (Hair), Stacy Keach, Deborah Harry e Sheena Easton estrelam, também com direção de John Carpenter, contando a história de um homem de meia idade, Richard Coberts (Stacy Keach), que está extremamente incomodado com o fato de tornar-se careca. Preocupado que a perda crescente de cabelo possa influenciar em seu relacionamento com a bela namorada Megan (Sheena Easton), Richard procura ajuda numa clínica de recuperação capilar que viu numa propaganda de televisão, onde é anunciado um novo e revolucionário processo para crescer os cabelos rapidamente. Ele é então recebido pelo Dr. Lock (David Warner) e sua enfermeira sexy (Deborah Harry), que convencem-no a fazer o tal tratamento. Porém, apesar dos resultados bem sucedidos no começo, Richard não imaginaria a trágica verdade por trás dos fatos. 
A última história é a melhor de todas e chama-se "Olho" (Eye), dirigido pelo consagrado diretor e produtor Tobe Hooper (que também aparece como ator na sequência final interpretando um assistente no necrotério), o sobrenatural conto "O Olho" é estrelado por Mark Hammil e Twiggy. Um famoso jogador de baseball, Brent Matthews (Mark Hamill), sofre um acidente de carro ao retornar para sua casa para se encontrar com sua esposa Cathy (Twiggy), machucando terrivelmente seu olho direito, num fato que comprometeria definitivamente sua carreira de jogador, já que a visão é imprescindível no desempenho como atleta. No hospital, ele recebe a notícia da perda do olho e para não abandonar o esporte, ele aceita o desafio de um transplante conforme sugestão dos médicos Dr. Bregman (Roger Corman) e Dr. Lang (John Agar). Porém, o olho transplantado pertencia a John Randall, um psicopata assassino com traumas na infância e que matou muitas mulheres jovens e loiras. Após uma recuperação aparentemente estável, Brent começa a declinar quando passa a "ver coisas" misteriosas e assustadoras que colocarão em risco a sua vida e a da sua esposa que está grávida já que ele passa a agir de forma violenta com a esposa, ganhando os olhos de um assassino. "E se o teu olho direito te ofende, arranca-o e lança-o de ti..."   

## Elenco

### O Necrotério (The Morgue)
- John Carpenter ... (médico legista / apresentador)
- Tom Arnold ... (funcionário do necrotério)
- Tobe Hooper ... (funcionário do necrotério)

### O Posto de Gasolina (The Gas Station)
- Robert Carradine ... (Bill)
- Alex Datcher ... (Anne)
- David Naughton ... (Pete)
- Peter Jason ... (Gent)
- Molly Cheek
- Wes Craven ... (Pasty Faced Man)
- Sam Raimi ... (Bill - atendente morto)
- George Flower
- Lucy Boryer
- Roger Rooks

### Cabelo (Hair)
- Stacy Keach ... (Richard Coberts)
- David Warner ... (Dr. Lock)
- Sheena Easton ... (Megan)
- Dan Blom (Dennis)
- Deborah Harry ... (Enfermeira)
- Attila
- Kim Alexis
- Gregory Nicotero ... (Homem com cão) (como Greg Nicotero)

### Olho (Eye)
- Mark Hamill ... (Brent Matthews)
- Twiggy ... (Cathy Matthews)
- John Agar ... (Dr. Lang)
- Roger Corman ... (Dr. Bregman)
- Charles Napier ... (Manager)
- Eddie Velez
- Betty Muramoto
- Bebe Drake
- Sean McClory
- Robert Lewis Bush
- Gregory Alpert

## Curiosidades
Este filme é cheio de participações especiais famosas de Sam Raimi, Wes Craven, Roger Corman, David Naughton mais conhecido por ser o protagonista do famoso filme de terror Um Lobisomem Americano em Londres de 1981 e outros.